# Condado Palatino de Cefalonia y Zacinto
El Condado Palatino de Cefalonia y Zacinto (en griego: Παλατινή Κομητεία της Κεφαλονιάς και της Ζακύνθου) fue una provincia del Reino de Sicilia desde 1185 hasta 1479. Margaritone de Brindisi fue el primero en recibir el título de «conde palatino», quien recibió las islas de Cefalonia y Zacinto como recompensa parte de Guillermo II de Sicilia por los servicios que le había prestado en 1185. 
Después de Margaritone, el Condado pasó a una rama de la Casa de Orsini hasta 1325, cuando pasó brevemente a la Casa de Anjou-Sicilia y luego, a partir de 1357, a la Casa de Tocco. La Casa de Tocco la utilizó como base para la conquista de la Grecia continental y ocupó el Despotado de Epiro en 1411. El avance otomano en el oeste redujo gradualmente su dominio y capturaron el Despotado, confinándolos a sus posesiones insulares. Retuvieron el Condado hasta su conquista por los otomanos y la República de Venecia, quienes dividieron las islas según el Tratado de Constantinopla de 1479. Zacinto pasó enteramente a la República y Cefalonia quedó dividida entre los venecianos y los otomanos.

## Historia

### Fundación

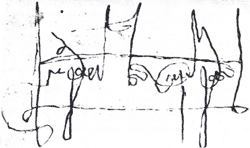
Firma de Margaritone de Brindisi.

La isla de Cefalonia había ganado importancia después de que el Imperio bizantino perdiera la Italia bizantina, convirtiéndose en la principal base de comunicación con Sicilia y la Italia meridional y en un punto estratégico para impedir la conquista por parte de los árabes de las Islas Jónicas. La isla sirvió durante mucho tiempo como lugar de exilio para presos políticos hasta que perdió su valor con la retirada paulatina del Imperio. Asediada por los normandos en 1085, fue saqueada por los venecianos en 1126.
En 1185, los normandos, bajo el liderazgo del pirata y almirante de la flota siciliana, Margaritone de Brindisi, emprendieron la conquista de las islas de Cefalonia, Zacinto y Léucade a las que más tarde se sumaría la isla de Ítaca. En agradecimiento por sus servicios, Guillermo II de Sicilia le entregará las islas conquistadas.

### Casa de Orsini
En 1195, Maio o Mateo Orsini, nacido en Monopoli (Apulia), posible descendiente de la rama siciliana de los condes palatinos de Roma, sucedió a Margaritone como conde de las Islas. Sin embargo, cuando Constantinopla cayó en manos de los cruzados en 1204, Cefalonia fue asignada a los venecianos. Sin embargo, la isla había seguido siendo gobernada por la Casa de Orsini, pero para asegurar sus posiciones, Mateo consideró prudente convertirse en ciudadano veneciano en 1209 y tuvo que reconocerse vasallo del papa en 1216, así como del Principado de Acaya en 1236. Durante este período se abolió el obispado ortodoxo, se nombraron obispos latinos y se introdujo el sistema feudal en las islas. El sucesor de Mateo, Ricardo, se convirtió en conde de Cefalonia en 1264. El príncipe Guillermo II de Acaya, se había convertido por el Tratado de Viterbo en vasallo de Carlos I de Anjou, por lo que también sería un vasallo del rey de Sicilia. Bajo su reinado, Cefalonia se convirtió en refugio de piratas. A principios de la década de 1290, el Imperio bizantino, que hasta entonces era aliado del Despotado de Epiro, se alarmó por las negociaciones entre Epiro y Carlos II de Anjou y emprendió la conquista del Despotado. El rey, su hijo Felipe I de Tarento y Ricardo, enviaron ayuda al déspota Nicéforo I de Epiro. Los Orsini se involucraron en los asuntos del Despotado para evitar que los bizantinos penetraran más en Epiro.
En 1292, María, hija de Nicéforo I, se casó con Juan I Orsini, conde de Cefalonia. Cuando murió en 1317, su hijo Nicolás lo sucedió. Pero este estaba más interesado en Epiro que en sus posesiones insulares y asesinó a su tío materno, Tomás, se casó con su viuda y se instaló como señor de Epiro con capital en Arta en 1318. Se convirtió a la religión ortodoxa, recibió el título de déspota por parte del emperador bizantino y tomó el título de «conde palatino de Romania». Sin embargo, deseaba liberarse de la tutela bizantina y se convirtió en vasallo de Venecia, atacando la ciudad griega de Ioánina. Nicolás fue asesinado por su hermano Juan II en 1323. Este último también se convirtió a la fe ortodoxa y tomó el nombre de Comneno Ducas.

### Período angevino

Escudo de armas Juan de Anjou, duque de Durazzo

Sin embargo, Juan II fue depuesto como conde de Cefalonia por Juan de Durazzo en 1325, mientras este último se dirigía hacia Morea para ser reconocido como príncipe de Acaya, poniendo así fin al dominio de la Casa de Orsini.
La dominación angevina continuaría hasta 1357, cuando el territorio fue cedido a la Casa de Tocco, que gobernaría el Condado durante más de un siglo. Ese mismo año, Leonardo I Tocco, entonces gobernador de Corfú, logró liberar a Roberto de Tarento, emperador titular de Constantinopla y príncipe de Acaya, que se encontraba prisionero en Hungría. Como recompensa, Roberto lo invistió como conde de Cefalonia y Zacinto en 1357. En 1362, conquistó la isla de Léucade y el fuerte de Vonitsa. Posteriormente, formó parte de la delegación que se dirigió a Nápoles en 1374 para ofrecer el Principado de Acaya a Juana I de Nápoles luego de la muerte de Felipe II de Tarento.

### Casa de Tocco

Escudo de armas de la Casa de Tocco como condes palatinos de Cefalonia y Zacinto.

La conquista de Vonitsa en Epiro dio a la Casa de Tocco un punto de apoyo en el continente. Leonardo I protegió su adquisición contra los albaneses de Epiro, mientras que su hijo Carlo expandió las posesiones familiares en el continente. Cuando murió Nerio I Acciaioli, duque de Atenas, reclamó Corinto en nombre de su esposa Francisca, la hija del duque. Luego entró en conflicto con Teodoro I Paleólogo, déspota de Morea, que consiguió conservar la ciudad. Deseoso de conquistar parte del Peloponeso sin enfrentarse directamente a Teodoro, regresó a la península poco después de 1402 y capturó Elis, entonces bajo el gobierno de Centurión II Zaccaria, príncipe de Acaya. En 1411, heredó Arta de su tío Esaú Buondelmonti. Luego dirigió sus esfuerzos contra los albaneses que controlaban Epiro; en 1416, con la ayuda de los griegos, que estaban cansados de la anarquía existente bajo los albaneses, logró apropiarse de casi todo Epiro, incluida su capital. Después de estas conquistas, recibió el título de déspota por parte del emperador Manuel II Paleólogo y comenzó a residir en el continente, ya sea en Ioánina o en Arta. Sin embargo, esta conquista no iba a durar mucho. Después de suceder a Manuel II, Juan VIII Paleólogo decidió dividir Morea entre sus hermanos, Teodoro y Constantino; este último recibió como posesión el noroeste de Morea, lindando así con las tierras de Carlo en Elis. Los dos hermanos decidieron expulsar a la Casa de Tocco de sus dominios. En 1427, sus fuerzas combinadas lograron capturar el puerto de Glarentza, la ciudad principal. Al saberse derrotado, Carlo tuvo que decidir dar a su sobrina (Teodora Tocco) en matrimonio a Constantino y abandonar todas las fortalezas que había conquistado en Morea.
Carlo I murió en Ioánina en 1429 sin dejar hijos legítimos; su herencia pasó a su sobrino, Carlo II, hijo de su hermano Leonardo II Tocco, que había gobernado Zacinto hasta su muerte en 1418. Sin embargo, los hijos ilegítimos del conde, que tenían posesiones en Etolia, apelaron a los otomanos, quienes lo vieron como un pretexto para conquistar parte del Epiro. Al año siguiente capturaron Ioánina; regresarían en 1431, conquistando casi todo Epiro y Etolia, dejando a Carlo II sólo Arta y sus alrededores, que continuó gobernando hasta su muerte como vasallo de los otomanos. Se convirtió en ciudadano de Venecia e intentó en 1444 repudiar la soberanía otomana, pero fracasó y volvió a ser su vasallo.
Cuando murió en 1448, sus tres hijos eran menores de edad. La regencia fue asumida por cuatro regentes en nombre de Leonardo III, que se apresuró a colocar los territorios bajo la soberanía de Venecia. Sin embargo, los otomanos capturaron Arta en 1449, anexando todos los territorios de la Casa de Tocco excepto Vonitsa, Varnazza y Angelokastro. Sin embargo, se apoderarían de Angelokastro en 1460 y Vonitsa en 1479. Siguiendo llamándose «déspota de Arta», Leonardo se refugió en la isla de Léucade. Sin embargo, tuvo que abandonar sus últimas posesiones ante el avance del sultán Mehmed II en 1479 y tuvo que exiliarse en Nápoles donde recibió territorios en Calabria desde donde esperaba reconquistar sus tierras. Sin embargo, esto no sucedió y, mediante el tratado de 1484 con los turcos, los venecianos retomaron Zacinto y, en 1500, Cefalonia e Ítaca.

## Organización
Durante el periodo de la Casa de Orsini, se suprimieron los obispados ortodoxos y se reemplazó con sedes católicas, así como el establecimiento del sistema feudal. Sin embargo, algunos de sus gobernantes simpatizaban con la religión local e incluso se casaron con mujeres bizantinas; Juan I se casó con 
María Comneno Ducas, Nicolás con Ana Paleólogo y Juan II con Ana Ángelo Paleólogo.
Cuando la Casa de Tocco se asentó en las islas, intentó ganarse el favor de la población local. Según la Crónica de los Tocco, cedieron a las autoridades nativas propiedades y participación en el gobierno. Leonardo III Tocco restituyó el obispado ortodoxo de Cefalonia, que había sido abolido por los Orsini e incluso comenzó a incluir griegos en la administración del Condado, así también redactaba sus documentos en idioma griego.

## Condes palatinos de Cefalonia y Zacinto

### No dinástico (1185-1195)
| Imagen | Nombre                  | Reinado   | Sucesión & notas | Ref.  |
| ------ | ----------------------- | --------- | --- | ----- |
|        | Margaritone de Brindisi | 1185-1195 | Pirata y almirante de la flota siciliana. Recibió de Guillermo II de Sicilia las islas de Cefalonia y Zacinto como feudo por los servicios que había prestado a la corona siciliana. | [ 2 ] |

### Casa de Orsini (1195-1325)
| Imagen | Nombre                              | Reinado           | Sucesión & notas | Ref.   |
| ------ | ----------------------------------- | ----------------- | --- | ------ |
|        | Mateo I Orsini Ματθαίος Α΄ Ορσίνι   | 1195-c. 1238      | Sucesor de Margaritone. Se desconoce si tenía algún parentesco con este.                                                              | [ 41 ] |
|        | Ricardo I Orsini Ριχάρδος Α΄ Ορσίνι | c. 1238-1303/1304 | Hijo o nieto de Mateo I. | [ 10 ] |
|        | Juan I Orsini Ιωάννης Α΄ Ορσίνι     | 1303/1304-1317    | Hijo de Ricardo I. Recibió la isla de Santa Maura como dote cuando se casó con la hija del déspota Nicéforo I Comneno Ducas de Epiro. | [ 42 ] |
|        | Nicolás I Orsini Νικόλαος Ορσίνι    | 1318-1323         | Hijo de Juan I. Gobernó en Epiro entre 1318 y 1323 y fue asesinado por su hermano, Juan II Orsini.                                    | [ 43 ] |
|        | Juan II Orsini Ιωάννης Β΄ Ορσίνι    | 1323-1325         | Hijo de Juan I. Fue desposeído del condado por Juan de Anjou en 1325. También gobernó en Epiro entre 1323 y 1335.                     | [ 43 ] |

### Casa de Anjou (1325-1357)
| Imagen | Nombre             | Reinado   | Sucesión & notas | Ref.   |
| ------ | ------------------ | --------- | --- | ------ |
|        | Juan de Anjou      | 1325-1336 | Hijo de Carlos II de Anjou. Fue príncipe de Acaya de 1322 a 1332. Se apoderó del condado después de confiscárselo a Juan II Orsini en 1325. | [ 44 ] |
|        | Roberto de Tarento | 1336-1357 | Hijo de Felipe I de Tarento y sobrino de Juan de Anjou. Fue emperador titular de Constantinopla                                             | [ 22 ] |

### Casa de Tocco (1357-1479)
Las figuras significativas de la sucesión que no fueron condes palatinos de todas las islas, como Leonardo II Tocco, se indican con color de fondo beige.
| Imagen | Nombre             | Reinado        | Sucesión & notas                                                                                      | Ref.                 |
| ------ | ------------------ | -------------- | --- | -------------------- |
|        | Leonardo I Tocco   | 1357-1375/1377 | Gobernador de Corfú. Recibió las islas de Cefalonia, Ítaca y Zacinto por parte de Roberto de Tarento. | [ 22 ] [ 45 ] [ 46 ] |
|        | Carlo I Tocco      | 1375/1377-1429 | Hijo de Leonardo I                                                                                    | [ 47 ]               |
|        | Leonardo II Tocco  | 1399-1418      | Hijo de Leonardo I. Fue conde palatino de Zacinto.                                                    | [ 48 ]               |
|        | Carlo II Tocco     | 1429-1448      | Hijo de Leonardo II y heredero de Carlo I.                                                            | [ 49 ] [ 50 ]        |
|        | Leonardo III Tocco | 1448-1479      | Hijo de Carlo II.                                                                                     | [ 49 ] [ 51 ] [ 52 ] |